# Antef (Gaufürst)
Antef (Mittelägyptisch: Jnj-jtj.f) ist wahrscheinlich Stammvater der in Theben beheimateten altägyptischen 11. Dynastie. In der Königsliste von Thutmosis III. im Ach-Menu in Karnak ist er als Vorgänger Mentuhoteps I. aufgeführt. Da diese Königsliste allerdings nicht chronologisch geordnet ist, kann dies lediglich als Indiz dienen.

## Belege
Quellen nennen seine Mutter Ikui. Man vermutet in ihm den Vater von Mentuhotep I. Ansonsten wird er auf einer Gedenkstele der Maat (heute in New York MMA 14.2.7) aus Dra Abu el-Naga der 11. Dynastie und einer Sesostris I. gewidmeten Schreiberstatue aus dem Karnaktempel (Kairo CG 42005) erwähnt. Weitere Nennungen eines Antef, wie ein Stelenbruchstück aus Dendera und eine sich heute in Straßburg befindliche Stele (Bruchstücke Strasbourg IES 345 und Firenze 7595), werden in ihrer Zuordnung zu diesem Antef kontrovers diskutiert.
Antef ist Gaufürst (Iri-pat-hati-a) von Theben, und allein seine Nennung in der Ahnenliste Thutmosis’ III. in Karnak lässt die Vermutung zu, er sei der Stammvater der 11. Dynastie.

## Die Stele des Antef
Die Stele CG 20009 aus Theben-West dürfte, laut Jürgen von Beckerath, seine eigene Grabstele sein. Der Name des Königs, als dessen „Liebling“ Antef sich auf der Stele bezeichnet, ist nicht überliefert. Beckerath vermutet hier einen der schwachen Herrscher der 8. Dynastie.
Der Text der Stele lautet nach Schenkel:

„Ein Opfer, das der König gibt und Anubis, der auf seinem Berg ist, der 'Imut' (Jmwt), der Herr des heiligen Landes; eine Opfergabe für den Fürsten, Grafen, Großes Oberhaupt des thebanischen Gaues, den Liebling des Königs in der südlichen engen Türöffnung, den großen Pfeiler, der seine (des Königs) Beiden Länder am Leben erhält, den Obersten Priester, den bei dem Großen Gott, dem Herrn des Himmels, seligen Ini-iti-i (Jnj-jtj-j).“